# Enoplometopus holthuisi
Enoplometopus holthuisi is een kreeftensoort uit de familie van de Enoplometopidae. De wetenschappelijke naam van de soort is voor het eerst geldig gepubliceerd in 1968 door Gordon.